# Long (Oklahoma)
Long és una concentració de població designada pel cens dels Estats Units a l'estat d'Oklahoma. Segons el cens del 2000 tenia 363 habitants, 125 habitatges, i 100 famílies. La densitat de població era de 18,3 habitants per km².